# Bahnhof Gummersbach

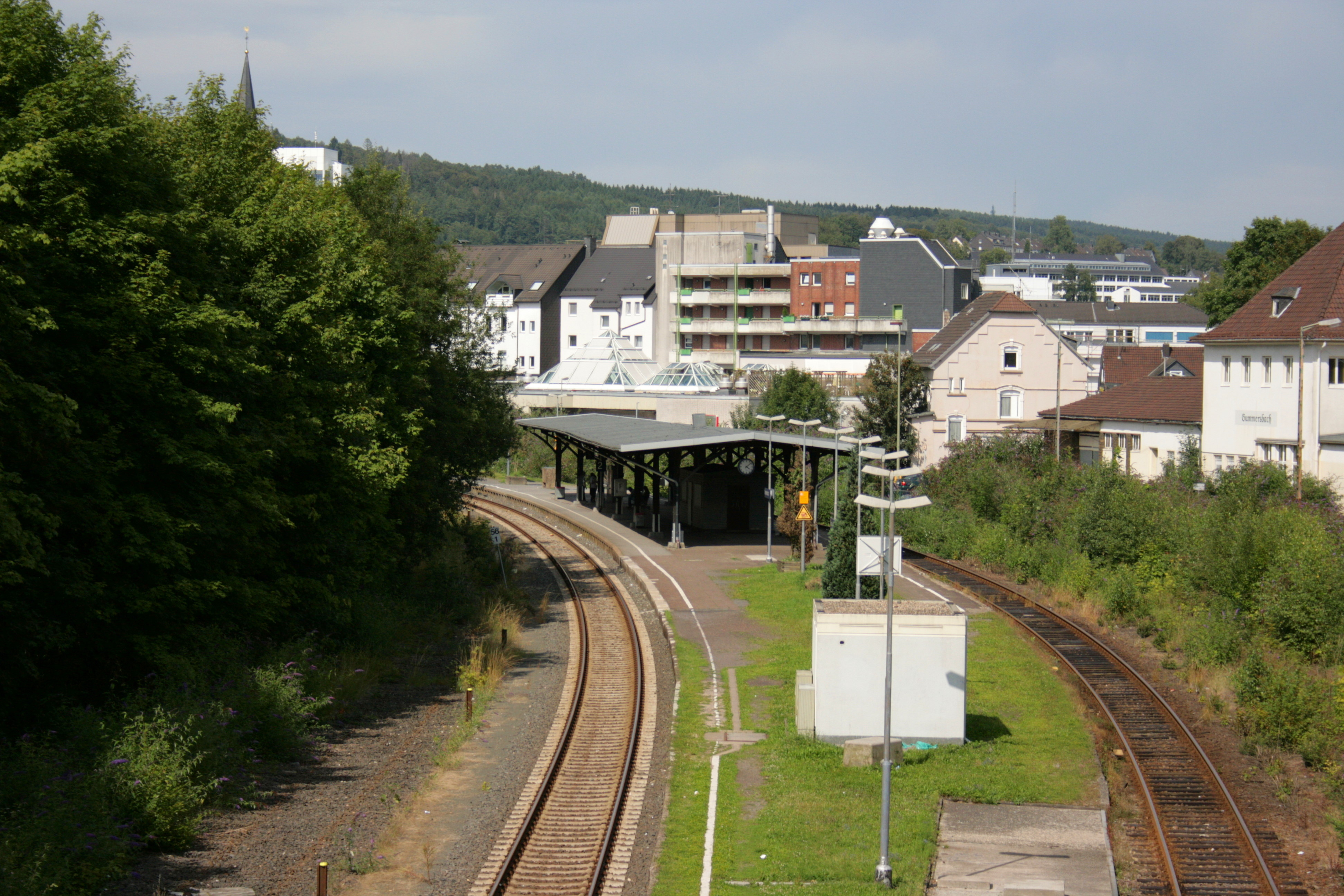
Bahnsteig des Bahnhofs Gummersbach vor Umbau (2010)

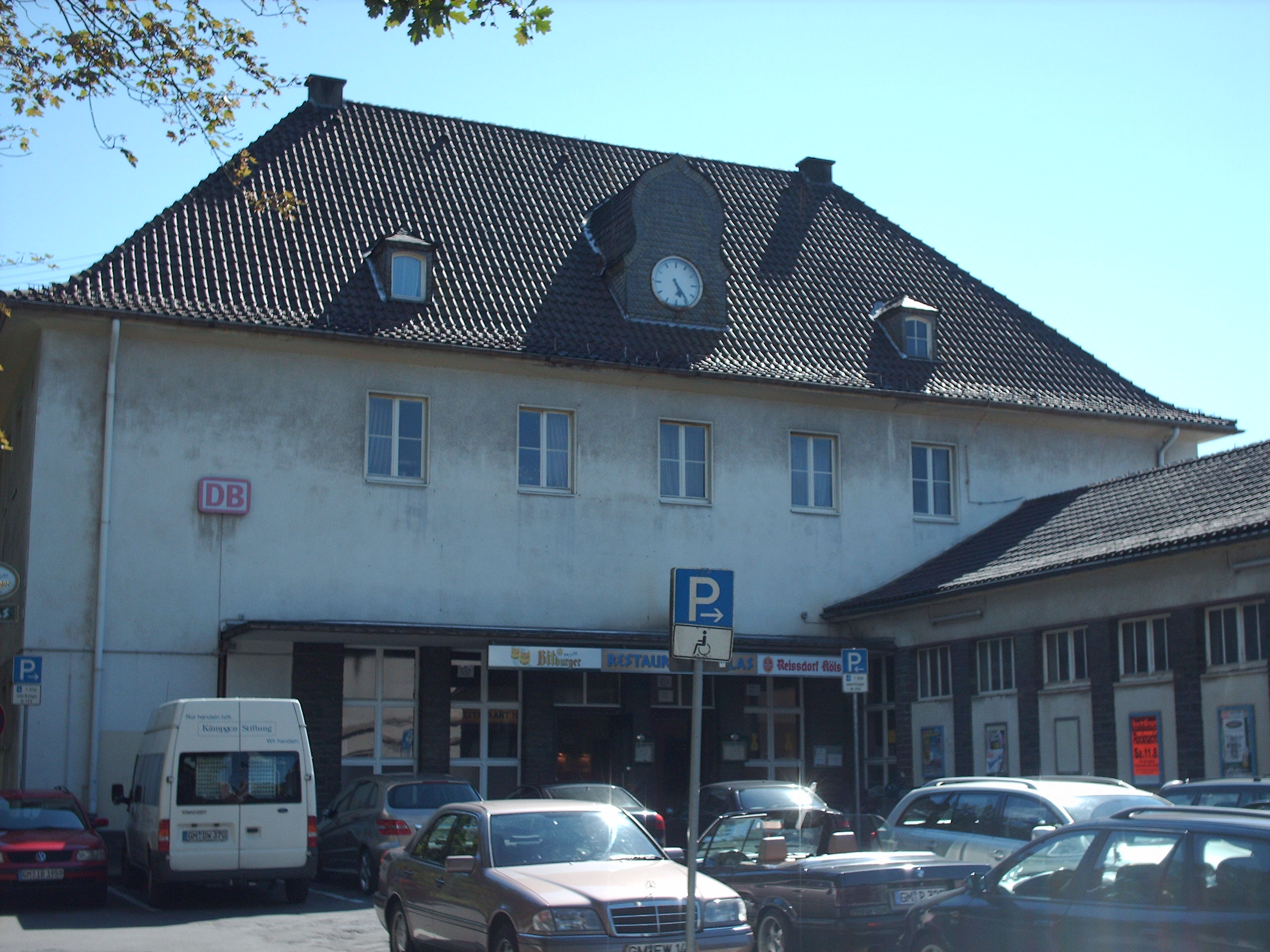
Das 2012 abgerissene Empfangsgebäude

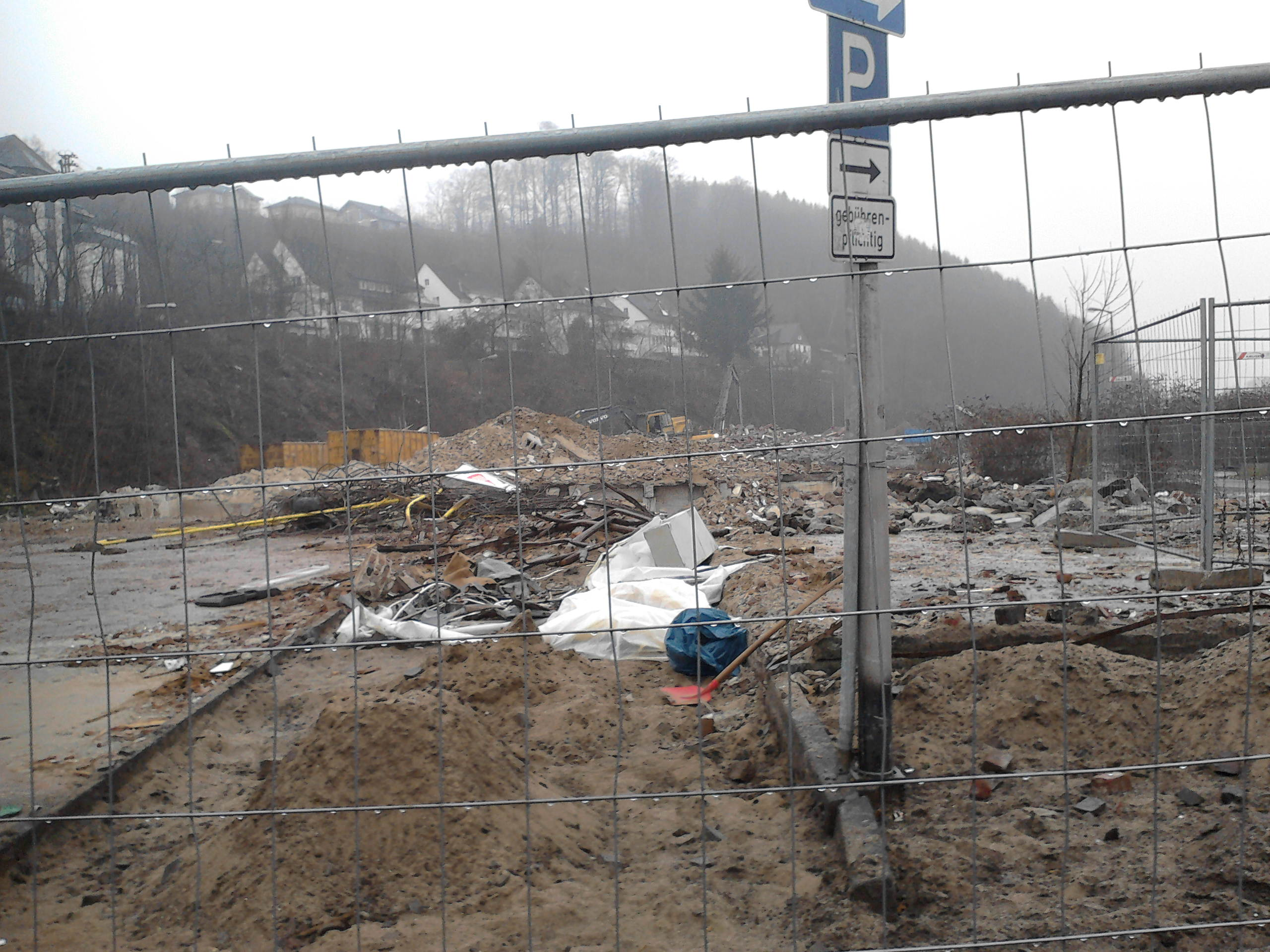
Nach dem Abriss des Empfangsgebäudes

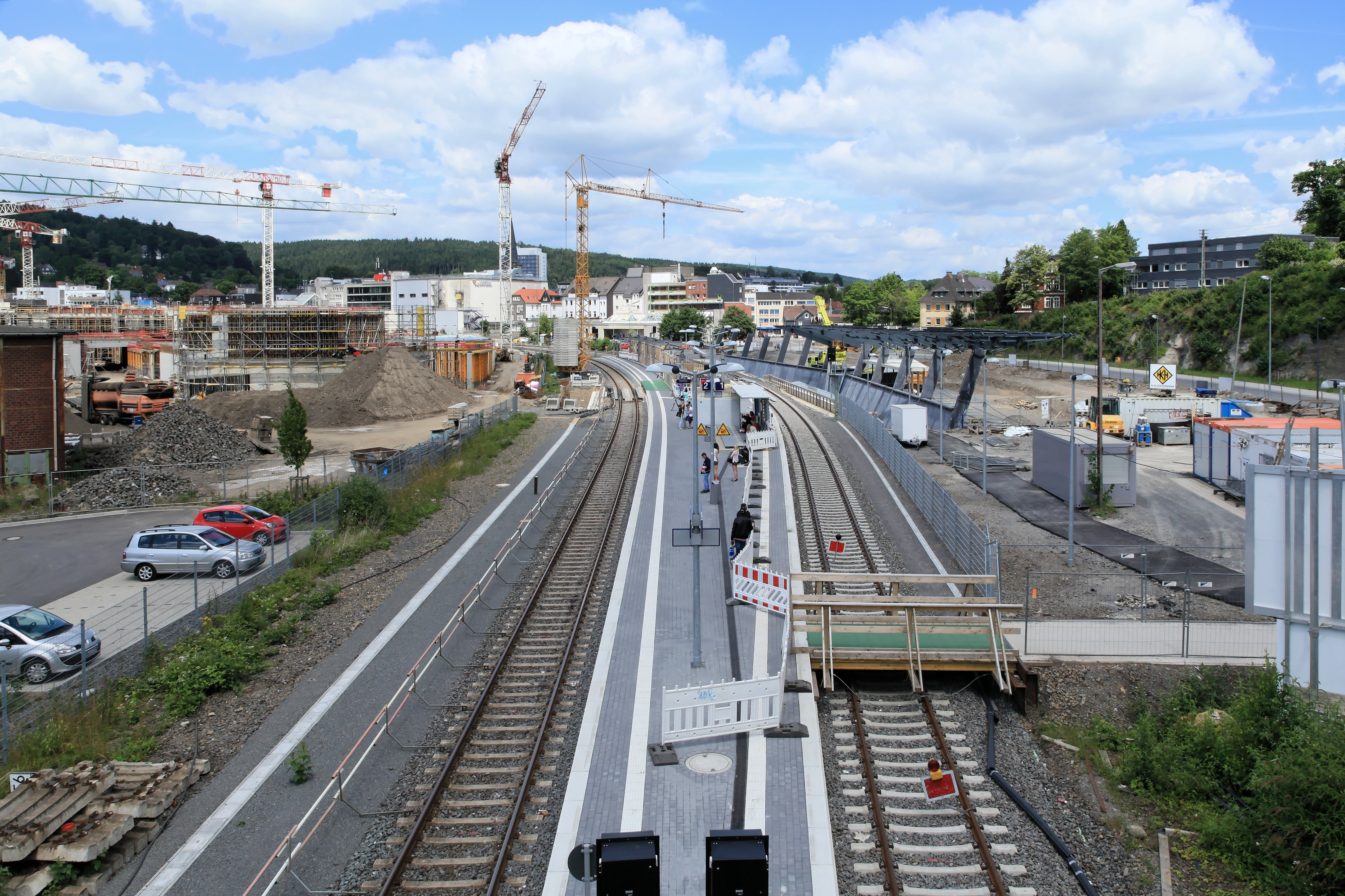
Bahnhof Gummersbach während der Umbauarbeiten (2014)

Der Bahnhof Gummersbach liegt an der Bahnstrecke Hagen–Dieringhausen und ist der Innenstadtbahnhof der Kreisstadt Gummersbach im Oberbergischen Kreis. Er wird von DB Station&Service betrieben.
Bis in die 1980er Jahre hatte der ebenfalls in Gummersbach liegende Bahnhof Dieringhausen mit seinem Bahnbetriebswerk als Zugbildungs-, Kreuzungs- und Abzweigbahnhof allerdings die größere Bedeutung für die Stadt. Erst nach Stilllegung anderer Nebenbahnen im Oberbergischen Kreis und dem damit einhergehenden Verlust der Knotenpunktfunktion in Dieringhausen gewann der Gummersbacher Innenstadtbahnhof an Bedeutung.
Mangels Güterverkehr sind die Gleisanlagen heute auf die beiden Bahnsteiggleise reduziert. Empfangs- und Gütergebäude wurden im Januar 2012 wegen bevorstehender Straßenbauarbeiten nach jahrelangem Leerstand abgerissen.

## Geschichte
Der erste Bahnhof mit dem Namen Gummersbach existierte in Niederseßmar an der Strecke Siegburg–Olpe. Erst 1893, mit der Eröffnung der Volmetalbahn von Dieringhausen nach Brügge, wurde er in Niederseßmar umbenannt. Seitdem heißt der Innenstadtbahnhof Gummersbach.
Das 2012 abgerissene Empfangsgebäude in Gummersbach wurde erst 1937 gebaut, als der Vorgängerbau zu klein wurde.

## Früher von hier abgehende Verbindungen im Oberbergischen Land
- über die Wiehltalbahn (bis 1965) und die anschließende Wissertalbahn (bis 1960) nach Waldbröl und Morsbach
- über die Volmetalbahn nach Brügge (Westf) und Lüdenscheid (wieder seit 2017) sowie weiter nach Hagen und Wuppertal (bis 1986/87)
- über die Wippertalbahn nach Wipperfürth, Hückeswagen und Remscheid-Lennep (bis 1985/86)
- über die Bahnstrecke Siegburg–Olpe und die Bahnstrecke Köln-Kalk–Overath nach Siegburg (bis 1954/56), Köln (bis heute) und Olpe (bis 1979)

Bei den Daten handelt es sich um zeitweise mögliche Verbindungen. Nicht alle Züge wurden durchgehend von A nach B gefahren, zum Teil gab es solche Verbindungen auch nur ein paar Jahre lang im Fahrplan.
Beispiele:
- Die meisten Züge nach Olpe fuhren von Dieringhausen aus.
- Die Strecke zwischen Overath und Siegburg hatte nach dem Bau des Tunnels bei Hoffnungsthal im Jahre 1910 nur noch lokalen Charakter; direkte Zugverbindungen nach Gummersbach entfielen.
- Direkte Verbindungen nach Morsbach gab es normalerweise nur ab Waldbröl und Hermesdorf.

Eine Verbindung, die es allerdings sehr lange im Fahrplan gab, lief von Remscheid über die Wippertalbahn und weiter über die Volmetal- und Aggertalbahn auf die Wiehltalbahn nach Waldbröl. Sie wurde von einer auf den regionalen Strecken recht typischen Lokomotive der Baureihe P8 gefahren. Als die Wiehltalbahn 1965 im Personenverkehr stillgelegt wurde, verkehrte diese Verbindung bis Ende der 1970er Jahre noch bis Dieringhausen.

## Der Bahnhof vor dem Umbau
Bis vor dem Umbau bestand der Bahnhof nur noch aus einem Durchfahrgleis und einem an einem Prellbock endenden Stumpfgleis. Letzteres wurde im Zuge der Reaktivierung der Volmetalbahn zwischen Marienheide und Meinerzhagen und dem damit verbundenen geplanten Ausbau der Strecke Dieringhausen–Gummersbach auf zwei Gleise wieder auf beiden Seiten mit dem Durchfahrgleis verbunden. Die Strecke Richtung Dieringhausen ist eigentlich zweigleisig, allerdings wurde das Talgleis bereits vor Jahren stillgelegt und ist zurzeit abgetrennt und zugewachsen, außerdem wurden an einigen Stellen vor mehreren Jahren die neuen Signale mitten auf das zweite Gleis gestellt. Alle anderen Gleise, inklusive der umfangreichen Gütergleise und -anlagen, wurden vor ein paar Jahren abgerissen, ebenso der ehemalige Gleisanschluss der nicht mehr vorhandenen Firma L. & C. Steinmüller. Das Gelände der ehemaligen Gleisflächen wurde in einen großen, langgezogenen Parkplatz umgewandelt. Güterverkehr findet von Seiten der Deutschen Bahn seit 1997 im gesamten Oberbergischen Kreis nicht mehr statt, nur die Wiehltalbahner sorgen für einen seit 1999 aufkommenden Bedarfsgüterverkehr.
Die beiden Stellwerke im Bahnhofsbereich werden nicht mehr betrieblich genutzt. Eines der beiden Stellwerke wird von der örtlichen Sparkasse für Schulungen benutzt, das andere an der Ausfahrt nach Dieringhausen steht leer. Unmittelbar im dortigen Bereich wurde im Jahr 2009 eine Straßenunterführung gebaut, die die Innenstadt mit dem in Zukunft anderweitig genutzten Steinmüllergelände verbinden soll. Dort ist bereits der neue Campus der Technische-Hochschule-Köln-Außenstelle in Gummersbach, der während des Umbaus über eine metallene Fußgängerbrücke im Bahnhofsbereich erreicht werden konnte.
Das Empfangsgebäude wurde im Januar 2012 abgerissen. Der Zustand des Bahnsteiges war schlechter als bei den anderen Bahnsteigen der Strecke, die zum Teil in roter Farbgebung neugestaltet worden sind, zudem gab es weder einen Warteraum noch viele Sitzgelegenheiten. Der Verfall war dem Bahnhofsgelände deutlich anzusehen.

## Bahnhof nach dem Umbau
Im Zuge der Wiedereröffnung der Strecke nach Meinerzhagen–Lüdenscheid wurde der gesamte Bahnhof umgebaut. Im Jahr 2014 wurde der neue Mittelbahnsteig eröffnet. Eine Unterführung ermöglicht einen direkten Zugang zum 2015 neueröffneten Busbahnhof. Dieser befindet sich zwischen dem Bahnhof und dem Innenstadtring. Außerdem besteht eine direkte Fußverbindung zum nur 250 Meter entfernten Gummersbacher Campus der Technischen Hochschule Köln. Der Bahnhof ist komplett barrierefrei.
Der vormalige Busbahnhof an der Hindenburgstraße ist bis Ende 2015 vollständig abgerissen worden, sodass der Innenstadtring an dieser Stelle geschlossen werden konnte. Für den Bau des ÖPNV-Verknüpfungpunktes erhielt die Stadt Städtebauförderungsmittel in Höhe von 4,8 Mio. Euro.
Nahe dem Bahnsteig wurde 2012 der P+R-Parkplatz fertig gestellt. Zudem befindet sich gegenüber seit September 2015 ein Einkaufszentrum.

## Bahnanbindung
| Linie | Verlauf | Takt                                                       | Fahrzeuge                     |
| ----- | --- | ---------------------------------------------------------- | ----------------------------- |
| RB 25 | Oberbergische Bahn: Köln Hansaring – Köln Hbf – Köln Messe/Deutz – Köln Trimbornstraße – Köln Frankfurter Straße – Rösrath-Stümpen – Rösrath – Hoffnungsthal – Lohmar-Honrath – Overath – Engelskirchen – Ründeroth – Gummersbach-Dieringhausen – Gummersbach – Marienheide – Meinerzhagen – Kierspe – Halver-Oberbrügge – Lüdenscheid-Brügge – Lüdenscheid Stand: Fahrplanwechsel Dezember 2023 | 30 min (Köln–Gummersbach) 60 min (Gummersbach–Lüdenscheid) | Alstom Coradia LINT 54 und 81 |